# Honda D series
Los motores cuatro cilindros de serie D se han utilizado en una gran variedad de modelos compactos de HONDA como el Honda Civic, el Honda CR-X, el Honda Logo, el Honda Stream y la primera generación del Honda Integra. Su cilindrada oscila entre 1,2 y 1,7 litros y está disponible en versiones tanto SOHC como DOHC, algunas equipadas con el sistema VTEC. El rango de potencia oscila desde 62 HP (46 kilovatios) en el Honda Logo hasta 130 HP (97 kilovatios) en el Civic Si. La serie D fue introducida en 1984 y terminó su producción en 2005 con la introducción de la octava generación del Honda Civic. La tecnología de los motores de la serie D culminó con la producción del D15B o D15Z7 (VTEC de 3 etapas) que estaba disponible casi exclusivamente en el mercado de Japón. Las versiones anteriores de este motor también utilizan un sistema de inyección de combustible de puerto único que Honda llamaba PGM-CARB, algo similar a un carburador controlado por ordenador.

## Motores serie D12 (1.2 litros)

### D12B1
- Encontrado en:
  - Honda Civic 1988-1990 (Mercado Europeo)
    - Cilindrada: 1,193 cc (72.8 cu in)
    - Diámetro y carrera: 75 mm (2,95 pulgadas) × 67,5 mm (2,66 pulgadas)
    - Compresión: 8,6:1
    - Potencia: 74 CV (54 kilovatios) a 6,300 rpm
    - Torque/ Par: 88 Nm (9 kgm; 65 lb-ft) a 3,500 rpm
    - Tren de válvulas: SOHC, cuatro válvulas por cilindro
    - Control de combustible: Mono-carburador con sistema PGM-CARB

## Motores serie D13 (1.3 litros)

### D13B1
- Encontrado en:
  - Honda Civic EC 1988–1995 (Mercado Europeo)
    - Cilindrada:  1,343 cc (82 cu in)
    - Diámetro y carrera: 75 mm (2,95 pulgadas) × 76 mm (2,99 pulgadas)
    - Compresión: 9.5:1
    - Potencia: 76 CV (56 kilovatios) a 6,300 rpm
    - Torque/ Par: 102 Nm (10.4 kgm; 75 lb-ft) a 3,100 rpm
    - Tren de válvulas: SOHC, cuatro válvulas por cilindro
    - Control de combustible: Mono-carburador con sistema PGM-CARB

### D13B2
- Encontrado en:
  - Honda Civic DX 1992–1995 (Mercado Europeo)
    - Cilindrada: 1,343 cc (82 cu in)
    - Diámetro y carrera: 75 mm (2,95 pulgadas) × 76 mm (2,99 pulgadas)
    - Compresión: 9.0:1
    - Potencia: 75 CV (55 kilovatios) a 6,300 rpm[1]
    - Torque/ Par: 102 Nm (10.4 kgm; 75 lb-ft) a 3,100 rpm[1]
    - Tren de válvulas: SOHC, cuatro válvulas por cilindro
    - Cam Gear: 38 teeth
    - Código de pistón: PM1G
    - Código de culata: PM3-13
    - Control de combustible: Mono-carburador con sistema PGM-CARB
    - ECU: P01 (OBD0)

### D13B3
- Encontrado en:
  - Honda Civic GL-EL-lsi 1991-1995 (Mercado Japonés)
    - Cilindrada:  1,343 cc (82 cu in)
    - Diámetro y carrera:
    - Compresión:
    - Potencia: 85 CV (63 kilovatios) a 6,300 rpm
    - Torque/ Par: Primera etapa es de 22 ft lbs - Segunda de 49 ft lbs
    - Tren de válvulas: SOHC, cuatro válvulas por cilindro
    - Control de combustible: Mono-carburador con sistema PGM-CARB (Doble Boca)
    - Peso: 930kg
    - Chasis: EG7
    - Tipo de vehículo: Sedan 4 Puertas - KPGL
    - Luz de Valvulas: Admisión: 0,15 - 0,22 mm / Escape: 0,20 - 0,27 mm

### D13B4
- Encontrado en:
  - Honda City LXi/EXi/DX 1996–2002,
  - Honda Civic EK2 1995-2000
    - Cilindrada: 1,343 cc (82 cu in)
    - Diámetro y carrera: 75 mm (2,95 pulgadas) × 76 mm (2,99 pulgadas)
    - Compresión: 9.75:1
    - Potencia: 95 CV (70 kilovatios) a 6,500 rpm[2] (City)
91 CV (67 kilovatios) a 6,300 rpm[3] (Civic)
    - Torque/ Par: 119 Nm (12.1 kgm; 88 lb-ft) a 4,700 rpm[2] (City)
114 Nm (11.6 kgm; 84 lb-ft) a 4,800 rpm[3] (Civic)
    - Tren de válvulas: SOHC, cuatro válvulas por cilindro, 16 válvulas
    - Control de combustible: Inyección de combustible multipunto, PGM-FI

### D13B7
- Encontrado en:
  - Honda Logo 3D/5D 1998–2001
    - Cilindrada: 1,343 cc (82 cu in)
    - Diámetro y carrera: 75 mm (2,95 pulgadas) x 76 mm (2,99 pulgadas)
    - Compresión: 9.2:1
    - Potencia: 66 CV (49 kilovatios) a 5,000 rpm
    - Torque/ Par: 11.3 kgm (111 Nm; 82 lb-ft) a 2,500 rpm
    - Tren de válvulas: SOHC, dos válvulas por cilindro
    - Control de combustible: Inyección de combustible multipunto, PGM-FI

### D13C
- Encontrado en:
  - Honda City CE, CE Fit, CE Select, CG, CR-i, CR-i limited, CZ-i, New Fit  1989–1994 (Mercado Japonés)
    - Cilindrada: 1,296 cc (79.1 cu in)
    - Diámetro y carrera: 73,7 mm (2,90 pulgadas) x 76 mm (2,99 pulgadas)
    - Compresión: 9.6:1
    - Potencia: 100 CV (74 kilovatios) a 6,500 rpm
    - Torque/ Par: 11.6 kgm (114 Nm; 84 lb-ft) a 5,500 rpm
    - Tren de válvulas: SOHC, cuatro válvulas por cilindro
    - Control de combustible: Inyección de combustible multipunto, PGM-FI

## Motores serie D14 (1.4 litros)

### D14A1
- Encontrado en:
  - Honda Civic GL 1987–1991 (Mercado Europeo)
  - Honda CR-X 1990 (Mercado Europeo)
  - Honda Concerto GL 1989–1994 (Mercado Europeo)
    - Cilindrada: 1,396 cc (85.2 cu in)
    - Diámetro y carrera: 75 mm (2,95 pulgadas) × 79 mm (3,11 pulgadas)
    - Compresión: 9.3:1
    - Potencia: 90 CV (66 kilovatios) a 6,300 rpm[4]
88 CV (65 kilovatios) en el Concerto[5]
    - Torque/ Par: 11.4 kg·m (112 Nm; 82 lb-ft) a 4,500 rpm
    - Tren de válvulas: SOHC, cuatro válvulas por cilindro
    - Control de combustible: Doble Carburador con sistema PGM-CARB
    - Código de pistón: PM2

### D14A2
- Encontrado en:
  - Honda Civic MA8 1995–1997 (Mercado Europeo)
    - Cilindrada: 1,396 cc (85.2 cu in)
    - Diámetro y carrera: 75 mm (2,95 pulgadas) × 79 mm (3,11 pulgadas)
    - Compresión: 9.2:1
    - Código ECU: P1J
    - Potencia: 90 CV (66 kilovatios) a 6,100 rpm
    - Torque/ Par: 86 lb-ft (11.9 kgm, 117 Nm) a 5,000 rpm
    - Tren de válvulas: SOHC, cuatro válvulas por cilindro
    - Control de combustible: Inyección de combustible multipunto, PGM-FI
    - Línea roja: 6,800 rpm
    - Corte de inyección: 7,250 rpm

### D14A3
- Encontrado en:
  - Honda Civic EJ9 1996–2000 (Mercado Europeo)
    - Cilindrada: 1,396 cc (85.2 cu in)
    - Diámetro y carrera: 75 mm (2,95 pulgadas) × 79 mm (3,11 pulgadas)
    - Compresión: 9.1:1
    - Código ECU: P3X
    - Potencia: 75 CV (55 kilovatios) a 6,000 rpm[6]
    - Torque/ Par: 109 Nm (11.1 kgm; 80 lb-ft) a 3,000 rpm[6]
    - Tren de válvulas: SOHC, cuatro válvulas por cilindro, sin VTEC
    - Línea roja: 6,800 rpm
    - Corte de inyección: 7,200 rpm
    - Control de combustible: OBD2-A, DPFI (SFi – Simplified Fuel injection), Los inyectores abastecen por parejas (1+3 y 2+4)
    - Transmisión: S40

### D14A4
- Encontrado en:
  - Honda Civic EJ9 1996–1998 (Mercado Europeo)
    - Cilindrada: 1,396 cc (85.2 cu in)
    - Diámetro y carrera: 75 mm (2,95 pulgadas) × 79 mm (3,11 pulgadas)
    - Compresión: 9.2:1
    - Código de pistón: P3Y
    - Compresión de pistón arriba: 29,5 mm (1,2 pulgadas)
    - Volumen plato de pistón: -5.4 cc
    - Código ECU: P3Y
    - Diámetro de biela: 43 mm (1,7 pulgadas)
    - Longitud de la viela (centro a centro): 138 mm (5,4 pulgadas)
    - Potencia: 90 CV (66 kilovatios) a 6,300 rpm[6]
    - Torque/ Par: 124 Nm (12.6 kgm; 91 lb-ft) a 4,500 rpm[6]
    - Tren de válvulas: SOHC, cuatro válvulas por cilindro, sin VTEC
    - Línea roja: 6,800 rpm
    - Corte de inyección: 7,200 rpm
    - Control de combustible: OBD2-A, DPFI (SFi – Simplified Fuel injection), Los inyectores abastecen por parejas (1+3 y 2+4)
    - Transmisión: S40 (o S4PA en el automático)
    - Altura de la cubierta: 207 mm (8,1 pulgadas)

Los motores D14A3 y D14A4 son idénticos, la única diferencia es solo una pequeña junta bajo el acelerador en el D14A3 que restringe la toma de aire del motor, que esto sucede solo en algunos países europeos. También cambia la relación de compresión y algunos de los componentes montados diferentes.

### D14A7
- Encontrado en:
  - Honda Civic MB2 y MB8 1997–2000 (Mercado EE. UU.)
    - Cilindrada: 1,396 cc (85.2 cu in)
    - Compresión: 9.0:1
    - Potencia: 75 CV (55 kilovatios) a 6,000 rpm
    - Torque/ Par: 112 Nm (83 lb-ft) a 3,000 rpm
    - Tren de válvulas: SOHC, cuatro válvulas por cilindro, sin VTEC

### D14A8
- Encontrado en:
  - Honda Civic MB2 y MB8 1997–2000 (Reino Unido y Alemania).
    - Cilindrada: 1,396 cc (85.2 cu in)
    - Compresión: 9.0:1
    - Potencia: 90 CV (66 kilovatios) a 6,400 rpm
    - Torque/ Par: 120 Nm (12.2 kgm; 88.5 lb-ft) a 4,800 rpm
    - Tren de válvulas: SOHC, cuatro válvulas por cilindro, sin VTEC

Los motores de D14A7 y D14A8 son idénticos, la única diferencia es solo una pequeña junta bajo el cuerpo del acelerador en el D14A7 que restringe la entrada de aire del motor, que esto sucede en algunos países europeos.

### D14Z3
- Encontrado en:
  - Honda Civic MB2 1999–2000 (Europa)
  - Honda Civic MB8 1999–2000 (Reino Unido)
    - Cilindrada: 1,396 cc (85.2 cu in)
    - Compresión: 9.0:1
    - Potencia: 75 CV (55 kilovatios) a 5,700 rpm[6]
    - Torque/ Par: 112 Nm (11.4 kgm; 83 lb-ft) a 3,000 rpm
    - Tren de válvulas: SOHC, cuatro válvulas por cilindro, sin VTEC

### D14Z4
- Encontrado en:
  - Honda Civic MB2, MB8 1999–2001 (Mercado EE. UU.)
    - Cilindrada: 1,396 cc (85.2 cu in)
    - Diámetro y carrera: 75 mm (2,95 pulgadas) × 79 mm (3,11 pulgadas)
    - Compresión: 9.0:1
    - Potencia: 90 CV (66 kilovatios) a 6,400 rpm[6]
    - Torque/ Par: 120 Nm (89 lb-ft) a 4,800 rpm
    - Tren de válvulas: SOHC, cuatro válvulas por cilindro, sin VTEC

### D14Z6
- Encontrado en:
  - Honda Civic 1.4 LS EP1, EU4, EU7 2001–2005 (Mercado Europeo)
    - Cilindrada: 1,396 cc (85.2 cu in)
    - Diámetro y carrera: 75 mm (2,95 pulgadas) x 79 mm (3,11 pulgadas)
    - Compresión: 10.4:1
    - Culata: 16 válvulas, SOHC
    - Línea roja: 6,400 rpm
    - Corte de inyección: 6,600 rpm
    - Sistema de combustible: Honda PGM-FI
    - Potencia: 90 CV (66 kilovatios) a 5,600 rpm
    - Torque/ Par: 130 Nm (13.3 kgm; 96 lb-ft) a 4,300 rpm
    - Código ECU: PMA

## Motores serie D15 (1.5 litros)

### D15A1
- Encontrado en:
  - Honda CR-X 1984–1987
    - Cilindrada: 1,488 cc (91 cu in)
    - Diámetro y carrera: 74 mm (2,91 pulgadas) x 86,5 mm (3,41 pulgadas)
    - Compresión: 9.2:1
    - Potencia: 76 HP (57 kilovatios) a 5,500 rpm
    - Torque/ Par: 84 lb-ft (114 Nm; 11.6 kgm) a 3,500 rpm
    - Tren de válvulas: SOHC (3 válvulas por cilindro), sin VTEC
    - Control de combustible: OBD-0 12/v  PGM-CARB
    - Línea roja: 6,500 rpm
    - Consumo: 31 mpgAm (13,2 kilómetros por litro)/38 mpgAm (16,2 kilómetros por litro)
    - Código de culata: EW-1
    - ECU: –
    - Transmisión: DA48
    - Relación de engranajes: 2.38/ 1.76/ 1.18/ 0.85/ 0.71
    - Relación final: 4.27

### D15A2
- Encontrado en:
  - Honda CR-X HF Grifin 1984–1987
    - Cilindrada: 1,488 cc (91 cu in)
    - Compresión: 10.0:1
    - Potencia: 60 HP (45 kilovatios) a 5,550 rpm

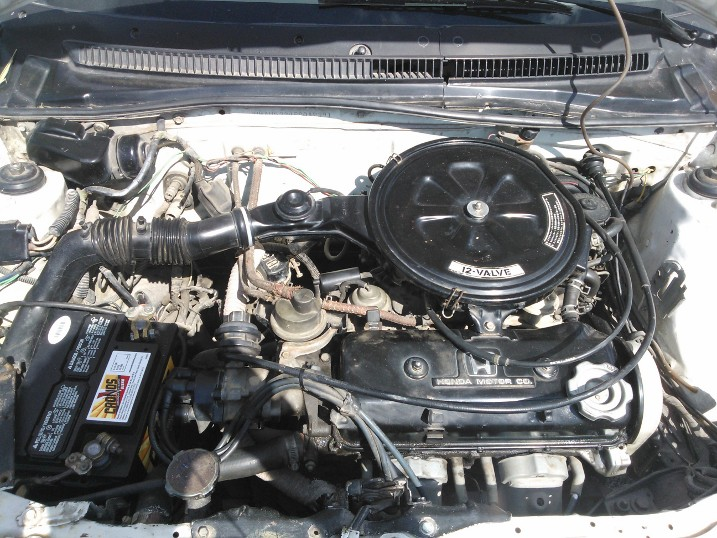
motor honda

    - Torque/ Par: 73 lb-ft (99 Nm; 10.1 kgm) a 3,500 rpm
    - Línea roja: 6,000 rpm
    - Tren de válvulas: OBD-0 8/v EFI (Modelo HF)
    - Consumo: 49 mpgAm (20,8 kilómetros por litro)/54 mpgAm (23,0 kilómetros por litro)
    - Relación de engranajes: 2.92/?/?/?/0.65
    - Relación final: 3.58

  - Honda CR-X DX 1984–1987 (EE. UU.)
  - Civic Wagon RT4WD 1987 (Canadá)
    - Cilindrada: 1,488 cc (91 cu in)
    - Compresión: 9.2:1
    - Potencia: 76 HP (57 kilovatios) a 5,500 rpm
    - Torque/ Par: 84 lb-ft (84 Nm; 11.6 kgm) a 3,500 rpm
    - Tren de válvulas: 12 válvulas, SOHC
    - Consumo: 31 mpgAm (13,2 kilómetros por litro)-38 mpgAm (16,2 kilómetros por litro)

### D15A3
- Encontrado en:
  - Honda CR-X Si 1985–1987 y Honda Civic Si 1987 (Australia/Nueva Zelanda)
  - Honda Civic 1.5i 1985–1987 (Europa)
  - Honda CRX 1.5i 1984–1987 (Europa)
    - Cilindrada: 1,488 cc (91 cu in)
    - Diámetro y carrera: 74 mm (2,91 pulgadas) × 86,5 mm (3,41 pulgadas)
    - Compresión: 8.7:1
    - Potencia: 92 CV (68 kilovatios) a 5,500 rpm; 100 CV (74 kilovatios) a 5,750 rpm (Europa)
    - Torque/ Par: 93 lb-ft (12.9 kgm; 126 Nm) a 4,500 rpm
    - Tren de válvulas: SOHC (12 válvulas, tres por cilindro)
    - Control de combustible: PGM-FI

### D15A4
Encontrado en:
- Honda CR-X Si 1985–1989 y Honda Civic Si 1987 (Australia/Nueva Zelanda)
- Honda Civic 1.5i 1985–1989 (Europa)
- Honda CRX 1.5i 1984–1989 (Perú)
  - Cilindrada: 1,508 cc (92 cu in)
  - Diámetro y carrera: 74 mm (2,91 pulgadas) × 86,5 mm (3,41 pulgadas)
  - Compresión: 8.7:1
  - Potencia: 92 CV (68 kilovatios) a 5,500 rpm; 100 CV (74 kilovatios) a 5,750 rpm (Europa)
  - Torque/ Par: 93 lb-ft (12.9 kgm; 126 Nm) a 4,500 rpm
  - Tren de válvulas: SOHC (12 válvulas, tres por cilindro)
  - Control de combustible: PGM-FI

### D15A5
Incompleto

### D15B
- Encontrado en:
  - Honda CRX 1.5X (raro) 1980
  - Honda Civic 25XXT Fórmula1990 (Mercado Japonés)
  - Honda Civic Ferio EG8 y Honda civic Ek3(Mercado Japonés)
  - Honda Capa GA4 1998–2001 (Mercado Japonés)
    - Cilindrada: 1,493 cc (91 cu in)
    - Diámetro y carrera: 75 mm (2,95 pulgadas) × 84,5 mm (3,33 pulgadas)
    - Compresión: 9.2:1
    - Potencia: 105 CV (77 kilovatios) a 6,800 rpm
    - Torque/ Par: 14.1 kgm (138 Nm; 102 lb-ft) a 5,200 rpm
    - Corte de inyección: 7,200 rpm
    - Tren de válvulas: SOHC, cuatro válvulas por cilindro
    - Control de combustible: Doble carburador PGM-CARB/inyección

#### D15B VTEC
- Encontrado en:

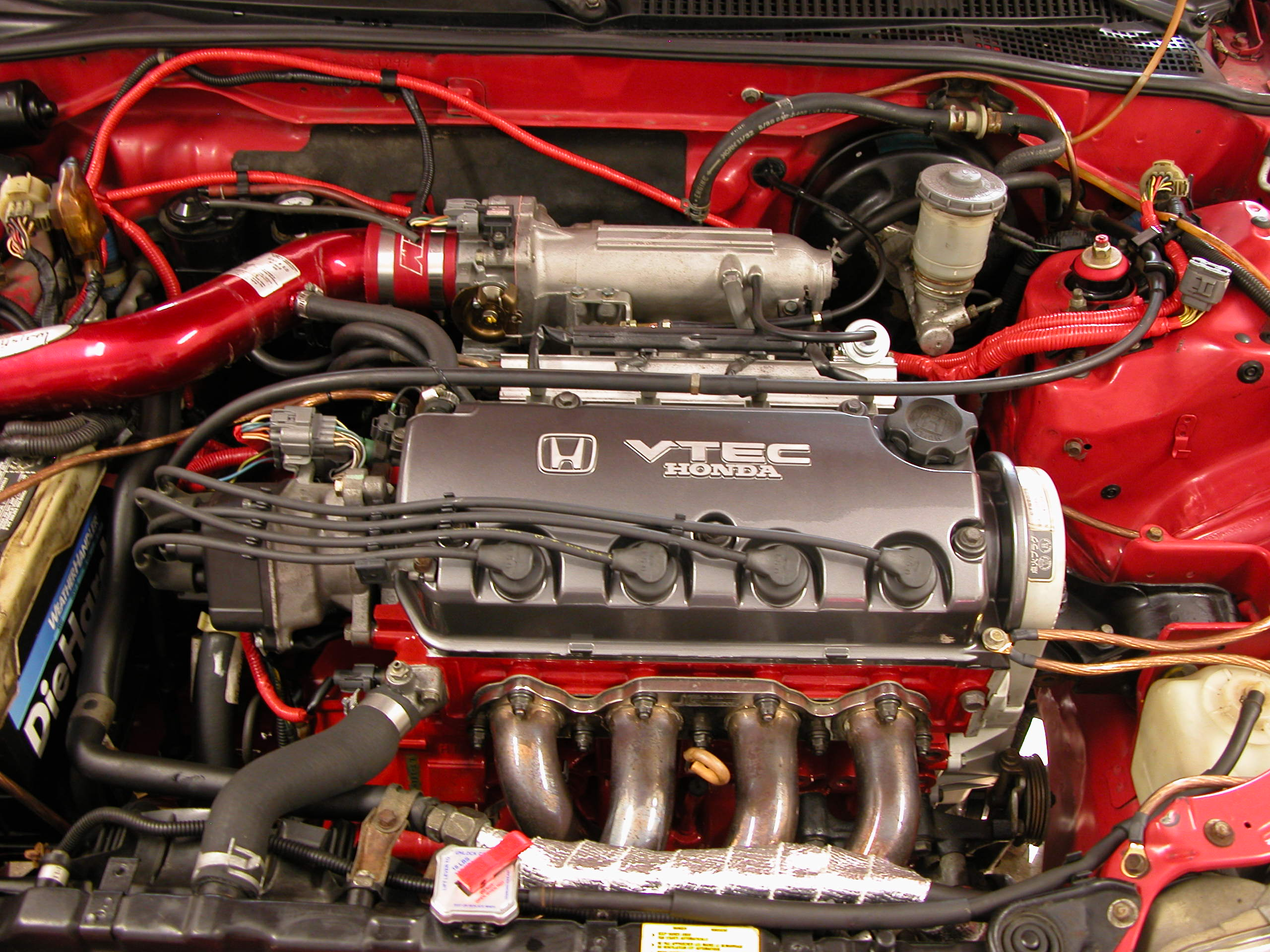
Motor D15B VTEC en un CR-X

  - Honda Civic Vti 1992–1995 (Mercado Japonés)
  - Honda CRX DelSol 1992–1998 (Mercado Japonés)
    - Diámetro y carrera: 75 mm (2,95 pulgadas) × 84,5 mm (3,33 pulgadas)
    - Cilindrada: 1,493 cc (91 cu in)
    - Longitud de viela: 137 mm (5,39 pulgadas)
    - Viela/Carrera: 1.63
    - Compresión: 9.3:1
    - Potencia: 120 CV (88 kilovatios) a 6,800 rpm[7]
    - Torque/ Par: 14.1 kgm (138 Nm; 102 lb-ft) a 5,200 rpm[7]
    - Entrada del VTEC: 4,800 rpm
    - Línea roja: 7,200 rpm
    - Corte de inyección: 7,200 rpm
    - Tren de válvulas: SOHC VTEC (4 válvulas por cilindro)
    - Control de combustible: OBD-1
    - Código de culata: P08
    - Código ECU: P08 (small case ECU)

#### D15B VTEC 3-etapas
- Ver VTEC de 3 etapas
- Encontrado en:

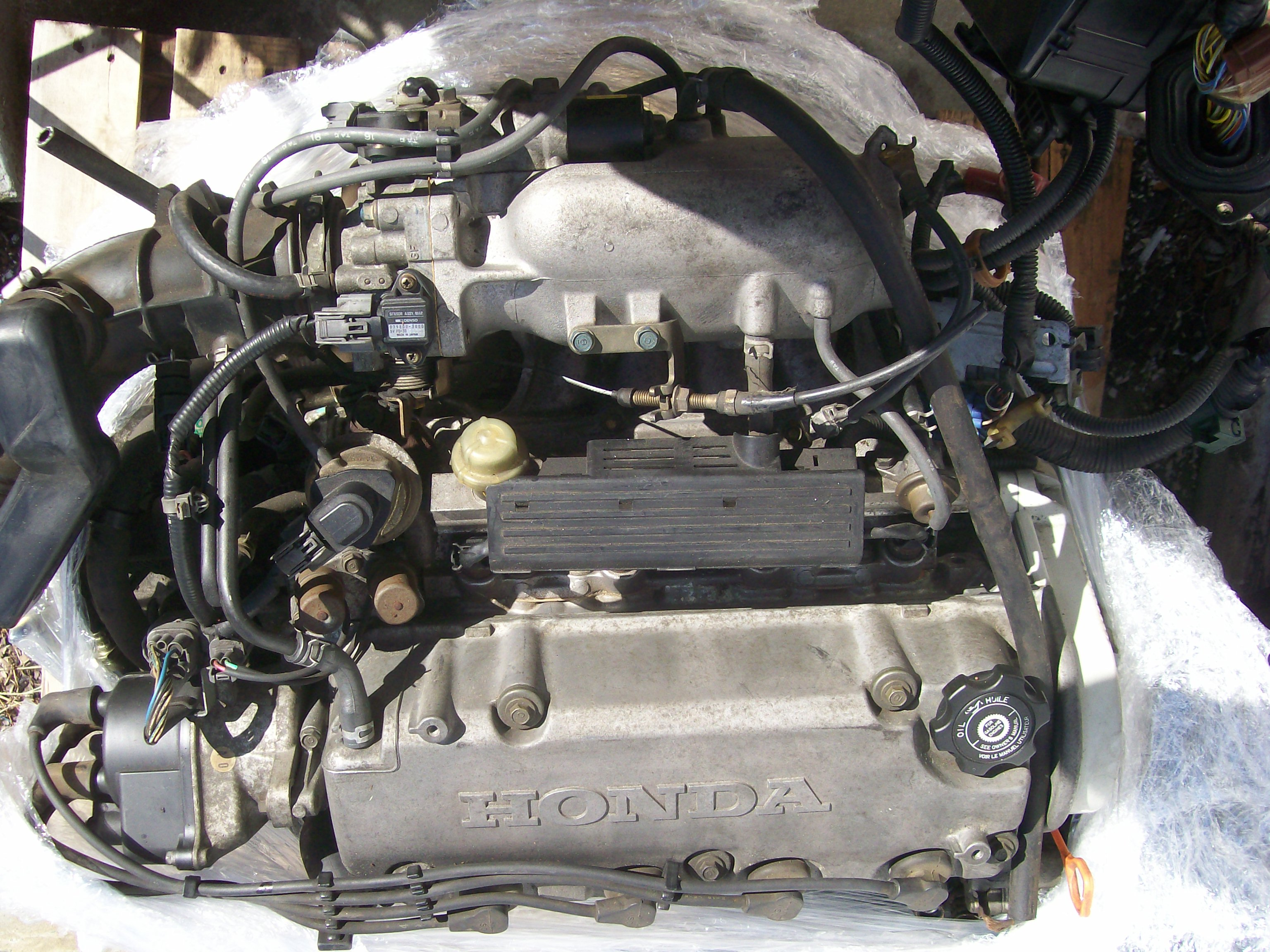
Motor D15B VTEC (3-etapas)

  - Honda Civic Ferio Vi 1995–1998 (EK3, Mercado Japonés)
  - Honda Civic Vi-RS 1999-2000 
    - Diámetro y carrera: 75 mm (2,95 pulgadas) × 84,5 mm (3,33 pulgadas)
    - Cilindrada: 1,493 cc (91 cu in)
    - Longitud de viela: 137 mm (5,4 pulgadas)
    - Viela/Carrera: 1.62
    - Compresión: 9.3:1
    - Compresión por cilindro: 137 psi (9,6 bares) - 188 psi (13,2 bares)
    - Potencia: 130 CV (96 kilovatios) a 7,000 rpm[8]
    - Torque/ Par: 139 Nm (14.2 kgm; 103 lb-ft) a 5,300 rpm
    - Cambio de VTEC a 12-válvulas a 16-válvulas: 3,000 rpm (con el coche a ralentí, el motor está funcionando en modo de 12 válvulas)[9]
    - Cambio de VTEC en leva alta: 6,000 rpm
    - Línea roja: 7,200 rpm
    - Tren de válvulas: SOHC, cuatro válvulas por cilindro
    - Longitud de viela: 137 mm (5,4 pulgadas)
    - Diámetro de conexión superior de la viela: 48 mm (1,9 pulgadas)
    - Control de combustible: OBD2a
    - Código de culata: P2J-07
    - Código ECU: P2J (small case ECU)
AUTO CVT: P2J-J63
MT P2J-003

### D15B1
- Encontrado en:
  - Honda Civic Hatchback 1988–1991 
    - Cilindrada: 1,493 cc (91 cu in)
    - Diámetro y carrera: 75 mm (2,95 pulgadas) × 84,5 mm (3,33 pulgadas)
    - Compresión: 9.2:1
    - Potencia: 71 CV (52 kilovatios) a 5,500 rpm[10]
    - Torque/ Par: 73 lb-ft (11.4 kgm, 112 Nm) a 3,000 rpm[10]
    - Tren de válvulas: SOHC, cuatro válvulas por cilindro sin-VTEC
    - Código de culata: PM3
    - Sistema de combustible: Inyección bi-punto (PGMFI)
    - Código ECU: PM9

### D15B2
- Encontrado en:
  - Honda Civic GL/DX/LX 1988–1991
  - Honda Civic Wagon Wagovan/DX 1988–1991
  - Honda CRX DX 1988–1991
  - Honda Civic LSi Hatch/Saloon 1992–1995 (Mercado Europeo)
  - Honda Civic DXi Hatch/Saloon 1992–1995 (Mercado Europeo)
  - Honda Concerto 1990–1995 (Mercado Europao)
    - Cilindrada: 1,493 cc (91 cu in)
    - Diámetro y carrera: 75 mm (2,95 pulgadas) × 84,5 mm (3,33 pulgadas)
    - Longitud de viela: 134 mm (5,3 pulgadas)
    - Compresión: 9.2:1
    - Potencia: 90 HP (67 kilovatios) a 6,000 rpm (EE. UU.)
90 CV (66 kilovatios) a 6,000 rpm (Europa)[11]
    - Torque/ Par: 88 lb-ft (12.2 kg/m, 119 Nm) a 4,700 rpm
    - Tren de válvulas: SOHC, cuatro válvulas por cilindro
    - Cam Gear: 38 tooth
    - Código de pistón: PM3
    - Control de combustible: OBD-O DPFI (Dual Point Fuel Injection)
    - Línea roja: 6,500 rpm
    - Corte de inyección: 7,200 rpm
    - Código de culata: PM5
    - Código ECU: PM5 USA/P04 JDM

### D15B3
- Encontrado en:
  - Honda Civic Shuttle GL 1988–1995
  - Honda Ballade 150-16 & 150 1989–1996 (Sudáfrica)
  - Honda Civic LX 1992–1995 (Nueva Zelanda)
  - Honda Civic LX/EX 1988–1991 (Nueva Zelanda)
  - Honda Civic EX 1992–1995 (Sudáfrica)
    - Cilindrada: 1,493 cc (91 cu in)
    - Diámetro y carrera: 75 mm (2,95 pulgadas) × 84,5 mm (3,33 pulgadas)
    - Longitud de viela: 134 mm (5,3 pulgadas)
    - Código de pistón: PM3P
    - Compresión: 9.2:1
    - Potencia: 106 CV (78 kilovatios) a 6,000 rpm
    - Torque/ Par: 98 lb-ft (13.6 kg/m, 133 Nm) a 4,500 rpm
    - Línea roja: 6500 rpm
    - Tren de válvulas: SOHC, cuatro válvulas por cilindro
    - Cam Gear: 38 tooth
    - Control de combustible:  PGM-CARB
    - Transmisión: P20

### D15B4
- Encontrado en:
  - Honda Civic GL 1989–1993 (Australia)
    - Cilindrada: 1,493 cc (91 cu in)
    - Diámetro y carrera: 75 mm (2,95 pulgadas) × 84,5 mm (3,33 pulgadas)
    - Compresión: 9.2:1
    - Potencia : 101 CV (74 kilovatios) a 5,200 rpm
    - Torque/ Par: 90 lb-ft (12.4 kgm, 122 Nm) a 3,800 rpm
    - Tren de válvulas: SOHC, cuatro válvulas por cilindro

### D15B5
- VTEC-E
- Encontrado en:
  - Honda Civic VTi 1992–1995 (Reino Unido)
    - Cilindrada: 1,493 cc (91 cu in)
    - Diámetro y carrera: 75 mm (2,95 pulgadas) × 84,5 mm (3,33 pulgadas)
    - Tren de válvulas: SOHC VTEC (cuatro válvulas por cilindro)
    - Longitud de viela: 137 mm (5,4 pulgadas)
    - Código de culata: P08
    - Código ECU: P08-030
    - Código de pistón: P08-010
    - Código de viela: PM6-000
    - Control de combustible: OBD-1 PGM-FI

### D15B6
- Encontrado en:
  - Honda CR-X HF 1988–1991
    - Cilindrada: 1,493 cc (91 cu in)
    - Diámetro y carrera: 75 mm (2,95 pulgadas) × 84,5 mm (3,33 pulgadas)
    - Compresión: 9.1:1
    - Potencia: 63 CV (46 kilovatios) a 4,400 rpm (88-89)-73 CV (54 kilovatios) a 4,500 rpm (90-91)

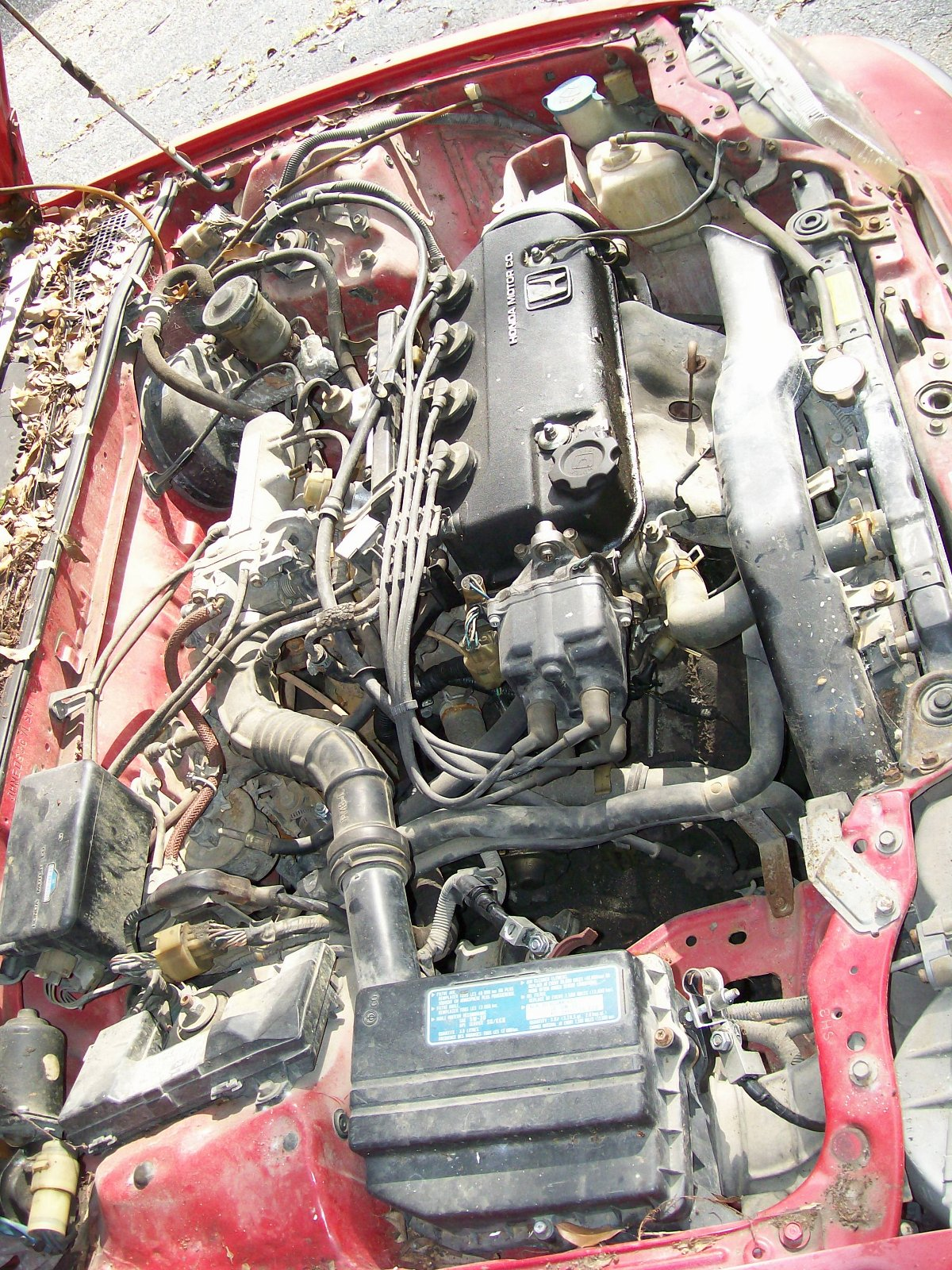
Motor D15B6

    - Torque/ Par: 83 lb-ft (11.5 kgm, 113 Nm) a 2,200 rpm
    - Tren de válvulas: 16-Válvulas SOHC
    - Control de combustible: OBD-0 MPFI
    - Código de culata: PM-8

### D15B7
- Encontrado en:
  - Honda City SX8 1998-2000
  - Honda Civic CX 1992–1995 (Canadá)
  - Honda Civic GLi 1992–1995 (Australia)
  - Honda Civic DX/LX 1992–1995
  - Honda CRX del Sol S 1993–1995
  - Honda Civic LSi Cupé 1992–1995 (Mercado Europeo)
    - Cilindrada: 1,493 cc (91 cu in)
    - Diámetro y carrera: 75 mm (2,95 pulgadas) × 84,5 mm (3,33 pulgadas)
    - Compresión: 9.2:1
    - Potencia: 103 CV (76 kilovatios) a 5,900 rpm
    - Torque/ Par: 98 lb-ft (13.6 kgm, 133 Nm) a 5,000 rpm
    - Tren de válvulas: SOHC, cuatro válvulas por cilindro
    - Cam Gear: 38 tooth
    - Código de pistón: PM3
    - Control de combustible: OBD-1 MPFI
    - Código ECU: P06
    - Línea roja: 6,500 rpm
    - Código de culata: PM 9-6
    - Non V-TEC

### D15B8
- Encontrado en:
  - Honda Civic CX 1992–1995 (EE. UU)
    - Cilindrada: 1,493 cc (91 cu in)
    - Diámetro y carrera: 75 mm (2,95 pulgadas) × 84,5 mm (3,33 pulgadas)
    - Compresión: 9.1:1
    - Potencia: 71 CV (52 kilovatios) a 4,500 rpm
    - Torque/ Par: 83 lb-ft (11.5 kgm, 113 Nm) a 2,800 rpm
    - Limit: 5,800 rpm
    - Tren de válvulas: SOHC ocho-válvulas (dos válvulas por cilindro)
    - Control de combustible: OBD-1 MPFI

### D15Y3
- Encontrado en:
  - Honda Civic EXi 2001–2006 (África, Dubái, Pakistán)
    - Cilindrada: 1,493 cc (91 cu in)
    - Diámetro y carrera: 75 mm (2,95 pulgadas) × 84,5 mm (3,33 pulgadas)
    - Potencia: 112 CV (82 kilovatios) a 5,800 rpm)
    - Torque/ Par: 135 Nm (13.8 kgm; 100 lb-ft) a 4,500 rpm
    - Tren de válvulas: SOHC cuatro válvulas por cilindro (sin-VTEC)

### D15Z1
- VTEC-E
- Encontrado en:
  - Honda Civic VX 1992–1995
  - Honda Civic VEi 1992–1995  (Mercado Europeo)
    - Cilindrada: 1,493 cc (91 cu in)
    - Diámetro y carrera: 75 mm (2,95 pulgadas) × 84,5 mm (3,33 pulgadas)
    - Longitud de viela: 137 mm (5,4 pulgadas)
    - Viela/Carrera: 1.62
    - Compresión: 9.3:1
    - Potencia: 91 CV (67 kilovatios) a 5,600 rpm (92 hp a 5,500 rpm EE. UU.)
    - Torque/ Par: 98 lb-ft (13.6 kgm, 133 Nm) a 4,800 rpm (97 lb·ft a 3,000 rpm EE. UU.)
    - Tren de válvulas: SOHC VTEC-E (3-4 válvulas por cilindro dependiendo de revoluciones/velocidad)
    - Accionamiento VTEC: 2,500 rpm
    - Código ECU: P07
    - Control de combustible: OBD-1 MPFI

### D15Z3
- VTEC-E
- Encontrado en:
  - Honda Civic MA9 1994–1997 (Mercado Europeo)
    - Cilindrada: 1,493 cc (91 cu in)
    - Diámetro y carrera: 75 mm (2,95 pulgadas) × 84,5 mm (3,33 pulgadas)
    - Longitud de viela: 137 mm (5,39 pulgadas)
    - Viela/Carrera: 1.62
    - Compresión: 9.3:1
    - Potencia: 91 CV (67 kilovatios) a 5,500 rpm
    - Torque/ Par: 98 lb·ft (13.6 kg/m, 133 Nm) a 4,500 rpm
    - Tren de válvulas: SOHC VTEC-E (3-4 válvulas por cilindro dependiendo de la velocidad/revoluciones)
    - Accionamiento VTEC: 3,000-3,800 rpm (dependiendo de la velocidad/revoluciones)
    - Control de combustible: OBD-1 MPFI
    - Código ECU: P1G
    - Línea roja: 6,000 rpm
    - Corte de inyección: 6,300 rpm

### D15Z4
- Encontrado en:
  - Honda Ballade 1996–2000 (Sudáfrica, Venezuela, and Trinidad & Tobago)
  - Honda Civic LXi 1996–2000 (Filipinas)
    - Cilindrada: 1,493 cc (91 cu in)
    - Diámetro y carrera: 75 mm (2,95 pulgadas) × 84,5 mm (3,33 pulgadas)
    - Potencia:  91 CV (67 kilovatios) / 106 CV (78 kilovatios) a 5,800 rpm
    - Torque/ Par: 99–103 lb-ft (134–140 Nm; 13.7-14.3 kgm) a 4,200 rpm
    - Línea roja: 7,200 rpm
    - Corte de inyección: 7,411 rpm
    - Tren de válvulas: SOHC sin-VTEC, cuatro válvulas por cilindro
    - Código de pistón: P2CY
    - Código de culata: P2A-9
    - Control de combustible: SFI (Simple Fuel Injection)
    - Código ECU: P2C/P2E

### D15Z6
- SOHC VTEC-E
- Encontrado en:
  - Honda Civic 1.5i Ek3 1996–2001 (Mercado Europeo)
    - Cilindrada: 1,493 cc (91 cu in)
    - Diámetro y carrera: 75 mm (2,95 pulgadas) × 84,5 mm (3,33 pulgadas)
    - Longitud de viela: 137 mm (5,4 pulgadas)
    - Compresión: 9.6:1
    - Potencia: 114 CV (84 kilovatios) a 6,500 rpm
    - Torque/ Par: 99 lb-ft (134 Nm; 13.7 kgm) a 5,400 rpm
    - Accionamiento VTEC: Dependiendo de la apertura del acelerador
      - RPM min de entrada: 2,500 rpm
      - RPM max de entrada: 3,200 rpm (3,500 rpm en 5.º velocidad)

    - Tren de válvulas: SOHC VTEC (3-4 válvulas por cilindro, dependiendo de velocidad/revoluciones)
    - Control de combustible: OBD-2a PGM-FI
    - Código ECU: P2Y
    - Código de culata: P2J
    - Línea roja: 6,800 rpm
    - Corte de inyección: 7,200 rpm

### D15Z7
- VTEC 3-etapas
- Encontrado en:
  - Honda Civic VTi EK3 y Ferio Vi 1996–1999 
    - Cilindrada: 1,493 cc (91 cu in)
    - Código de pistón: P2J
    - Diámetro y carrera: 75 mm (2,95 pulgadas) × 84,5 mm (3,33 pulgadas)
    - Longitud de viela: 137 mm (5,39 pulgadas)
    - Biela/Carrera: 1.62
    - Compresión: 9.6:1
    - Potencia: 130 CV (96 kilovatios) a 7,000 rpm
    - Torque/ Par: 103 lb-ft (14.2 kgm, 139 Nm) a 5,300 rpm
    - Tren de válvulas: SOHC VTEC (3-4 válvulas por cilindro, depending de la velocidad/revoluciones)
    - Accionamiento VTEC: 5,800 y 6,200 rpm
    - Control de combustible: OBD-2 MPFI
    - Código ECU: P2J
    - Código ECU: P2J-003 (OBD2a), P2J-J11 (OBD2b)

### D15Z8
- VTEC-E
- Encontrado en:
  - Honda Civic Mb3 1997–2000 (Mercado Europeo)
  - Honda Civic Mb9 1997–2000 (Mercado Europeo)
    - Cilindrada: 1,493 cc (91 cu in)
    - Diámetro y carrera: 75 mm (2,95 pulgadas) × 84,5 mm (3,33 pulgadas)
    - Compresión: 9.6:1
    - Potencia: 116 CV (85 kilovatios) a 6,500 rpm
    - Torque/ Par: 94–99 lb-ft (13.1–13.7 kgm, 128-134 Nm) a 4,500 rpm
    - Código de culata: P2J P2M
    - Código ECU: P9L
    - Accionamiento VTEC: 4,000 rpm
    - Tren de válvulas: SOHC VTEC-E, 4 válvulas por cilindro

## Motores serie D16 (1.6 litros)

### D16A
- Encontrado en:
  - Honda Domani (MB4) 1997-1999 JDM[12]
    - Diámetro y carrera: 75 mm (2,95 pulgadas) × 90 mm (3,54 pulgadas)
    - Cilindrada: 1,590 cc (97 cu in)
    - Compresión: 9.3:1
    - Potencia: 120 CV (88 kilovatios) a 6,400 rpm
    - Torque/ Par: 144 Nm (14.7 kgm; 106 lb-ft)
    - Línea roja: 7,000 rpm
    - Accionamiento VTEC: 5,500 rpm
    - Tren de válvulas: SOHC, cuatro válvulas por cilindro
    - Control de combustible: OBD2a
    - Código de culata: P099
    - Código ECU: PBB-J61[13]

### D16A1
- Encontrado en:
  - Honda Integra  1986–89 (EE. UU)
    - Diámetro y carrera: 75 mm (2,95 pulgadas) × 90 mm (3,54 pulgadas)
    - Cilindrada: 1,590 cc (97 cu in)
    - Tren de válvulas: DOHC 16-válvulas (cuatro válvulas por cilindro)
    - Control de combustible: PGMFI
    - Browntop 1986-1987 (EE. UU)
      - Compresión: 9.3:1
      - Potencia: 115 CV (84,58 kilovatios) a 6,250 rpm
      - Torque/ Par: 13.7 kgm (134 Nm; 99 lb-ft) a 5,500 rpm
      - Código de pistón: PG6B
      - Código ECU: PG7, Vacuum Advance Distributor

    - Blackntop 1988-1989 (EE. UU.)
      - Compresión: 9.5:1
      - Potencia: 120 CV (88 kilovatios) a 6,500 rpm
      - Torque/ Par: 14.2 kgm (139 Nm; 103 lb-ft) a 5,500 rpm
      - Código de pistón: P29
      - Código ECU: PG7, Electronic Advance Distributor

### D16A3
- Encontrado en:
  - Honda Integra 1986–89 (Australia)
    - Diámetro y carrera: 75 mm (2,95 pulgadas) × 90 mm (3,54 pulgadas)
    - Cilindrada: 1,590 cc (97 cu in)
    - Compresión: 9.5:1
    - Potencia: 120 CV (88 kilovatios) a 5,600 rpm
    - Torque/ Par: 140 Nm (14.3 kgm; 103 lb-ft) a 4,800 rpm
    - Tren de válvulas: DOHC 16-válvulas, cuatro válvulas por cilindro
    - Control de combustible: OBD-0 MPFI

### D16A6
También conocido como D16Z2.
- Encontrado en:
  - Honda Civic Si y Honda CR-X Si 1988–1991
  - Civic EX (4 puertas) 1990-1991
  - Honda u Wagon RT4WD (EE. UU.)
  - Honda Civic Shuttle RT4WD 1988–1995 (Reino Unido, Europa, Asia, Australia y Nueva Zelanda)
  - Honda Concerto
  - Rover 216/416 GSi/Tourer 1989–1996 (Reino Unido y Europa)
    - Diámetro y carrera: 75 mm (2,95 pulgadas) × 90 mm (3,54 pulgadas)
    - Cilindrada: 1,590 cc (97 cu in)
    - Longitud de viela: 137 mm (5,4 pulgadas)
    - Rod Ratio: 1.52
    - Compresión: 9.1:1
    - Potencia: 112 CV (82 kilovatios) a 5,600 rpm; Nota: 107 CV (79 kilovatios) para motores de 1988.
    - Torque/ Par: 100 lb-ft (13.9 kgm, 136 Nm) a 4,800 rpm
    - Línea roja: 6,500 rpm (USA)
    - Corte de inyección: 7,200 rpm
    - Tren de válvulas: SOHC, cuatro válvulas por cilindro
    - Cam Gear: 38 dientes
    - Control de combustible: OBD-0 MPFI
    - Código de culata: PM3
    - Código ECU: Pm6

### D16A7
(Básicamente es un D16A6 Catalizado)
- Encontrado en:
  - Civic 1.6i (GTi) 1988–1991  (Nueva Zelanda)
  - Honda Civic ED4, ED7 1988–1989
  - Honda Civic EG4 1995 (Nueva Zelanda)
  - Honda Civic 1988–1995 (Sudáfrica)
  - Civic GTi 1994 (New Zealand)
  - Honda Ballade SH4 y SR4
    - Diámetro y carrera: 75 mm (2,95 pulgadas) × 90 mm (3,54 pulgadas)
    - Cilindrada: 1,590 cc (97 cu in)
    - Longitud de biela: 137 mm (5,4 pulgadas)
    - Compresión: 9.6:1
    - Potencia: 119 CV (88 kilovatios) a 5,900 rpm
    - Torque/ Par: 13.9 kgm (136 Nm; 101 lb-ft) a 4,800 rpm
    - Tren de válvulas: SOHC, cuatro válvulas por cilindro
    - ECU: PM6 (OBD-0) / P27 (OBD-1)
    - Control de combustible: OBD-0 Multipunto PGM-FI, OBD-1

### D16A8
- Encontrado en:
  - Honda Concerto 1988–1995 (Reino Unido, Europa y Australia)
  - Rover 216/416 GTi 1992–1995 (Reino Unido y Europa)
  - Rover 216 Sport Coupé 1993–1997 (Europa)
    - Exacto al D16Z5 pero con caja de cambios de relación más cerrada.
    - Diámetro y carrera: 75 mm (2,95 pulgadas) × 90 mm (3,54 pulgadas)
    - Cilindrada: 1,590 cc (97 cu in)
    - Compresión: 9.5:1
    - Potencia: 122 CV (90 kilovatios) a 6,800 rpm
    - Torque/ Par: 14.9 kgm (146 Nm; 108 lb-ft) a 5,900 rpm
    - Tren de válvulas: DOHC (4 válvulas por cilindro)
    - Control de combustible: OBD-0 and OBD-1 MPFI
    - Código ECU: PP5 (OBD-0), P29 (OBD-1)
    - Código de culata: PM7
    - Transmisión: L3
    - Disco embrague 20 dientes 200 mm (7,9 pulgadas).

### D16A9
(Igual que el D16A8 pero descatalizado)
- Encontrado en:
  - Honda Concerto 1988–1991 (Reino Unido/Europa)
  - Honda CR-X 1.6i-16 1988–1991 (Reino Unido, Europa y Sudáfrica)
  - Honda Ballade 160i-DOHC 1990–1992 (Sudáfrica)
  - Honda Civic 1.6i-16 1988–1991 (Reino Unido y Europa)
  - Honda Civic GTi 1992–1993 (Nueva Zelanda)
  - Rover 216/416 GTi 1989–1992 (Reino Unido y Europa)
  - Honda Civic Si 1992–1995 (Versión Japonesa, venezolana, Europea y Peruana)
    - Diámetro y carrera: 75 mm (2,95 pulgadas) × 90 mm (3,54 pulgadas)
    - Cilindrada: 1,590 cc (97 cu in)
    - Compresión: 9.5:1
    - Potencia: 126 HP (94 kilovatios)-130 CV (96 kilovatios) a 6,800 rpm
    - Torque/ Par: 105 lb-ft (14.6 kgm, 143 Nm) a 5,700 rpm
    - Tren de válvulas: 16 válvulas (4 válvulas por cilindro)
    - Línea roja: 7,200 rpm
    - Límite: 7,250 rpm
    - Corte de inyección: 7800 rpm
    - Control de combustible: 88-91 OBD-0 MPFI (92-95 OBD-1)
    - Código ECU: PM7 (P29 OBD1)
    - Transmisión: sin-LSD (1988-1991): L3, LSD (1992-1995): S20
    - Disco embrague: 20 dientes y 200mm o 21 dientes y 200mm (muchos del 88)

### D16B2
- Encontrado en:
  - Honda Civic Aerodeck MC1 1.6i LS/ES/SR 1998–2001
  - Rover 416si 1997–2000 Automático
    - Diámetro y carrera: 75 mm (2,95 pulgadas) × 90 mm (3,54 pulgadas)
    - Cilindrada: 1,590 cc (97 cu in)
    - Volumen de la cámara de combustión: 32.8 cc por cilindro
    - Potencia: 116 CV (85 kilovatios)
    - Torque/ Par: 105 lb-ft (14.6 kg/m, 143 Nm) a ??? rpm
    - Tren de válvulas: DOHC 16 válvulas
    - Accionamiento VTEC: Sin-VTEC
    - Control de combustible: OBD2
    - Código ECU: ?

### D16B5
(Muy parecido al D16Y5. Las principales diferencias son los pistones, bielas, árbol de levas, culata, colector de admisión y de escape)
- Encontrado en:
  - Honda Civic GX 1998–2000 
    - Diámetro y carrera: 75 mm (2,95 pulgadas) × 90 mm (3,54 pulgadas)
    - Cilindrada: 1,590 cc (97 cu in)
    - Longitud de biela: 137 mm (5,39 pulgadas)
    - Compresión: 12.5:1
    - Volumen de la cámara de combustión: 32.8 cc por cilindro
    - Potencia:
    - Torque/ Par:
    - Tren de válvulas: SOHC VTEC-E
    - Accionamiento VTEC:
    - Control de combustible: OBD-2 MPFI
    - Código ECU: PDN-A02

### D16B6
```
sin- VTEC
```

- Encontrado en:
  - Honda Accord CG7 CH5 (Europa)
    - Diámetro y carrera: 75 mm (2,95 pulgadas) × 90 mm (3,54 pulgadas)
    - Cilindrada: 1,590 cc (97 cu in)
    - Potencia: 116 CV (85 kilovatios) a 6,400 rpm[14]
    - Torque/ Par: 140 Nm (14.3 kgm; 103 lb-ft) a 5,100 rpm
    - Tren de válvulas: SOHC, cuatro válvulas por cilindro
    - Control de combustible: PGM-FI
    - Código ECU: ??

### D16V1
- VTEC-E (SOHC VTEC)
- Encontrado en:
  - Honda Civic EM/EP2/EU8 1999-2005 (Europa)[15]
    - Diámetro y carrera: 75 mm (2,95 pulgadas) × 90 mm (3,54 pulgadas)
    - Cilindrada: 1,590 cc (97 cu in)
    - Potencia: 110 CV (81 kilovatios) a 5600 rpm[16]
    - Torque/ Par: 152 Nm (112 lb-ft; 15.5 kgm) a 4300 rpm[16]
    - Línea roja: 6,250 rpm
    - Corte de inyección: 6,500 rpm

### D16W1
- sin-VTEC
- Encontrado en:
  - Honda HR-V 1999–2006
    - Diámetro y carrera: 75 mm (2,95 pulgadas) × 90 mm (3,54 pulgadas)
    - Cilindrada: 1,590 cc (97 cu in)
    - Potencia: 105 CV (77 kilovatios) a 6200 rpm[17]
    - Torque/ Par: 135 Nm (100 lb-ft; 13.8 kgm) a 3400 rpm
    - Tren de válvulas: SOHC, cuatro válvulas por cilindro
    - Control de combustible: PGM-FI
    - Código ECU: PEL

### D16W3
- Sin-VTEC
- Encontrado en:
  - Honda Civic Aerodeck MC1 1.6i LS/SR 1998–2001 
    - Diámetro y carrera: 75 mm (2,95 pulgadas) × 90 mm (3,54 pulgadas)
    - Cilindrada: 1,590 cc (97 cu in)
    - Potencia: 116 CV (85 kilovatios)
    - Tren de válvulas: SOHC, cuatro válvulas por cilindro

### D16W4
- SOHC VTEC
- Encontrado en:
  - Honda Civic MB4 (Europa) 1999 - 2000
    - Cilindrada 1,590 cc
    - Potencia: 126 CV (93 kilovatios)
    - Tren de válvulas: SOHC, cuatro válvulas por cilindro

  - Honda Civic Aerodeck MC1 1.6i VTEC/ES 1998–2001 
    - Diámetro y carrera: 75 mm (2,95 pulgadas) × 90 mm (3,54 pulgadas)
    - Cilindrada: 1,590 cc (97 cu in)
    - Potencia: 126 CV (93 kilovatios)
    - Tren de válvulas: SOHC, cuatro válvulas por cilindro

### D16W5
- VTEC
- Encontrado en:
  - Honda HR-V 2000–2006
    - Diámetro y carrera: 75 mm (2,95 pulgadas) × 90 mm (3,54 pulgadas)
    - Cilindrada: 1,590 cc (97 cu in)
    - Potencia: 122 HP (91 kilovatios)
    - Tren de válvulas: SOHC, cuatro válvulas por cilindro

```
Vtec a 5.500rpm
```

### D16W7
- VTEC-E
- Encontrado en:
  - Honda Civic Vti-L/ Vti 2005–2007 (Asia)
    - Diámetro y carrera: 75 mm (2,95 pulgadas) × 90 mm (3,54 pulgadas)
    - Cilindrada: 1,590 cc (97 cu in)
    - Compresión: 10.9:1
    - Potencia: 117 CV (86 kilovatios) a 5,600 rpm
    - Torque/ Par: 112 lb-ft (15.5 kgm, 152 Nm) a 4,300 rpm
    - Tren de válvulas: SOHC, cuatro válvulas por cilindro
    - Línea roja: 6,100 rpm
    - Límite: 6,200 rpm
    - Control de combustible: OBD-1 MPFI
    - Código ECU: PM12

  - Honda Civic ES 2001–2005 (Europa, Turkia, Nueva Zelanda)
  - Mismos Specs excepto:
  - Potencia: 110 HP (82 kilovatios) a 5,600 rpm
  - Torque/ Par: 112 lb-ft (15.5 kgm, 152 Nm) a 4,300 rpm
  - Línea roja: 6,100 rpm
  - Límite: 6,200 rpm

### D16W9
- Encontrado en:
  - Honda Civic VTi 2001–2005 (Filipinas y Pakistán)
    - Diámetro y carrera: 75 mm (2,95 pulgadas) × 90 mm (3,54 pulgadas)
    - Cilindrada: 1,590 cc (97 cu in)
    - Potencia: 131 CV (96 kilovatios) a 6,600 rpm
    - Línea roja: 7,200 rpm
    - Tren de válvulas: SOHC VTEC3 (4 válvulas por cilindro)
    - Primer Accionamiento VTEC: 2,500 rpm
    - Segundo Accionamiento VTEC: 5,500 rpm
    - Control de combustible: OBD2

### D16Y1
- Encontrado en:
  - Honda Civic VTi 1992–1995 (Australia)
    - Diámetro y carrera: 75 mm (2,95 pulgadas) × 90 mm (3,54 pulgadas)
    - Cilindrada: 1,590 cc (97 cu in)
    - Compresión: 9.3:1
    - Potencia: 131 CV (96,35 kilovatios) a 6,600 rpm
    - Torque/ Par: 107 lb-ft (14.8 kgm, 145 Nm) a 5,200 rpm
    - Línea roja: 7,200 rpm
    - Tren de válvulas: SOHC VTEC (4 válvulas por cilindro)
    - Accionamiento VTEC: 5,000 rpm
    - Control de combustible: OBD-1 MPFI
    - Código de culata: P08
    - Código ECU: P28

### D16Y3
- Encontrado en:
  - Honda Civic MB1 LS 1995–1997 (Reino Unido y Europa)
  - Rover 416 SLI Auto 1996–1997 (Reino Unido y Europa)
    - Diámetro y carrera: 75 mm (2,95 pulgadas) × 90 mm (3,54 pulgadas)
    - Cilindrada: 1,590 cc (97 cu in)
    - Compresión: 9.4:1
    - Potencia: 113 CV (83 kilovatios) a 5,600 rpm
    - Torque/ Par: 140 Nm (14.3 kgm; 103 lb-ft) a 5,100 rpm
    - Línea roja: 7,200 rpm
    - Tren de válvulas: SOHC, cuatro válvulas por cilindro
    - Control de combustible: OBD-1 MPFI

La culata es la misma que en el motor D16A6

### D16Y4
- Encontrado en:
  - Civic 1.6 iES 1998–2000 (Turkia)

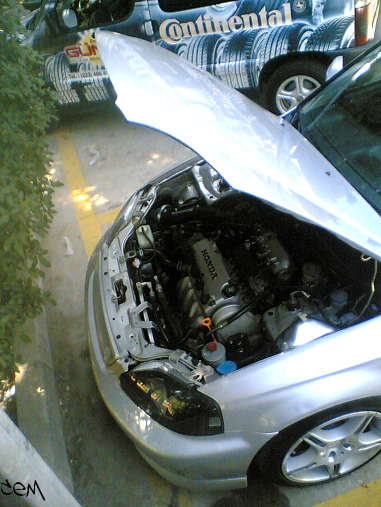
Motor D16Y4

  - Civic CXi, GL, GLi 1996–2000  (Nueva Zelanda y Australia)
    - Diámetro y carrera: 75 mm (2,95 pulgadas) × 90 mm (3,54 pulgadas)
    - Cilindrada: 1,590 cc (97 cu in)
    - Compresión: 9.4:1
    - Potencia: 120 CV (88 kilovatios) a 6,400 rpm
    - Torque/ Par: 144 Nm (14.7 kgm; 106 lb-ft) a 5,000 rpm
    - Línea roja: 6,800 rpm
    - Corte de inyección: 7,200 rpm
    - Control de combustible: OBD-2 MPFI
    - Código de culata: P2A-2
    - Código ECU: P2K
    - Rod /Stroke Ratio: 1.52
    - Longitud de biela: 152 mm (6 pulgadas)
    - Altura de la cubierta: 212 mm (8,3 pulgadas)

### D16Y5
- VTEC-E
- Encontrado en:
  - Honda Civic HX 1996–2000
  - Honda Civic EX 1996 (Sedán versión Peruana)
    - Diámetro y carrera: 75 mm (2,95 pulgadas) × 90 mm (3,54 pulgadas)
    - Cilindrada: 1,590 cc (97 cu in)
    - Longitud de biela: 137 mm (5,39 pulgadas)
    - Viela/Carrera: 1.52
    - Compresión: 9.4:1
    - Potencia: 117 CV (86,05 kilovatios) a 5,600 rpm
    - Torque/ Par: 104 lb-ft (14.4 kgm, 141 Nm) a 4,500 rpm
    - Tren de válvulas: SOHC VTEC-E (4 válvulas por cilindro)
    - Control de combustible: OBD-2 MPFI
    - Código de culata: P2J

  - Honda Civic VTI 1996–2000
    - Diámetro y carrera: 75 mm (2,95 pulgadas) × 90 mm (3,54 pulgadas)
    - Cilindrada: 1,590 cc (97 cu in)
    - Compresión: ?:?
    - Potencia: 129 CV (95 kilovatios) a 5,800 rpm
    - Torque/ Par: 111 lb-ft (15.3 kgm, 150 Nm) a ??? rpm
    - Tren de válvulas: SOHC VTEC-E(4 válvulas por cilindro)
    - Control de combustible: OBD-2 MPFI
    - Código de culata: P2J
    - Código ECU: P2N
    - Código de pistón: P2MY

### D16Y6
VTEC-E encontrado en: 
Honda civic Ex:Japón, usa
- Diámetro y carrera: 75 mm (2,95 pulgadas) × 90 mm (3,54 pulgadas)
- Cilindrada: 1,590 cc (97 cu in)
- Línea roja: 6,800 rpm
- Límite de revoluciones: 7,200 rpm
- Longitud de biela: 137 mm (5,4 pulgadas)
- Biela/Carrera: 1.52
- Compresión: 9.6:1
- Potencia: 127 HP (95 kilovatios) at 6,600 rpm
- Torque/ Par: 107 lb-ft (145 Nm; 14.8 kgm) at 5,500 rpm
- Tren de válvulas: SOHC VTEC-E (4 válvulas por cilindro)
- Control de combustible: OBD-2 MPFI
- Código de culata: P2J-7
- Código ECU: P2M
- Código de pistón: P2MY

Mismo colector de admisión que el D16Y8, sin EGR. Externamente iguales, por ello la confusión.

### D16Y7
- Encontrado en:
  - Honda Civic DX/VP/LX/CX 1996–2000
  - Honda Civic Special Edition – SE/EX 1998–2000 (Canadá)
  - Honda Del Sol S 1996–1997
  - Honda Civic Coupé LSI 1996–1997 
    - Diámetro y carrera: 75 mm (2,95 pulgadas) × 90 mm (3,54 pulgadas)
    - Cilindrada: 1,590 cc (97 cu in)
    - Compresión: 9.4:1
    - Potencia: 107 CV (79 kilovatios) a 6,200 rpm
    - Torque/ Par: 103 lb-ft (140 Nm; 14.3 kgm) a 4,600 rpm
    - Línea roja: 6,800 rpm
    - Corte de inyección: 7,200 rpm
    - Tren de válvulas: SOHC, cuatro válvulas por cilindro
    - Control de combustible: OBD2-a MPFI
    - Código de culata: P2A-2
    - Código de pistón: P2E
    - Código ECU: P2E
    - Cam Gear: 38 dientes

### D16Y8
SOHC VTEC
- Encontrado en:
  - Honda Civic Coupe(Sexta Generación) (EE. UU. Europa y Taiwán)
  - Honda Del Sol Si 1996–1997 (EE. UU)
  - Honda Civic EX 1993–2000 (EE. UU, Taiwán y Reino Unido)
  - Honda Civic Si 1996–2000 (Canadá)
  - [./Https://en.wikipedia.org/wiki/Acura_EL Acura 1.6 EL] 1997-2000 (Canadá)
    - Diámetro y carrera: 75 mm (2,95 pulgadas) × 90 mm (3,54 pulgadas)
    - Cilindrada: 1,590 cc (97 cu in)
    - Línea roja: 6,800 rpm
    - Límite de revoluciones: 7,200 rpm
    - Código ECU: P2P
    - Código de pistón: P2P
    - Control de combustible: OBD2-B
    - Accionamiento VTEC: 5,600 rpm
    - Potencia: 127 HP (95 kilovatios) at 6,600 rpm
    - Torque/ Par: 107 lb-ft (145 Nm; 14.8 kgm) at 5,500 rpm
    - Compresión: 9.6:1
    - Altura de la cabeza: 212 mm (8,3 pulgadas)
    - Longitud de biela: 137 mm (5,4 pulgadas)

### D16Y9
sin-VTEC
- Encontrado en:
  - Honda Ballade/Civic 1996–2000 en Sudáfrica y Venezuela
    - Diámetro y carrera: 75 mm (2,95 pulgadas) × 90 mm (3,54 pulgadas)
    - Cilindrada: 1,590 cc (97 cu in)
    - Potencia: 107 CV (79 kilovatios) a 5,900 rpm; 111,5 CV (82 kilovatios) a 5,500 rpm (Transmisión automática)
    - Torque/ Par: 108 lb-ft (14.9 kgm; 146 Nm) at 4,000 rpm
    - Tren de válvulas: SOHC, cuatro válvulas por cilindro
    - Control de combustible: OBD2A MPFI
    - Línea roja: 7,200 rpm
    - Corte de inyección: 7,411 rpm
    - Tren de válvulas: SOHC, cuatro válvulas por cilindro
    - Código de culata: P2A-9
    - Código de pistón: P2K
    - Código ECU: P2K 2 conectores

  - El D16Y9 en Sudáfrica tiene diferencias:
    - Potencia: 119 CV (88 kilovatios) a 6,400 rpm
    - Torque/ Par: 146 Nm (14.9 kgm; 108 lb-ft) a 5,500 rpm

### D16Z5
(Exactamente igual al D16A9, pero con catalizador, sonda lambda, distinto programa ecu.)
- Encontrado en:
  - Honda CR-X 1989–1992 (Mercado Europeo)
    - Diámetro y carrera: 75 mm (2,95 pulgadas) × 90 mm (3,54 pulgadas)
    - Cilindrada: 1,590 cc (97 cu in)
    - Compresión: 9.5:1
    - Potencia: 124 CV (91 kilovatios) at 6,800 rpm[19]
    - Torque/ Par: 14.3 kgm (140 Nm; 103 lb-ft) at 5,700 rpm[19]
    - Tren de válvulas: DOHC, cuatro válvulas por cilindro
    - Cam Gear: 34 dientes
    - Control de combustible: OBD-0 PGM-FI
    - Código de culata: P7
    - Código de pistón: PM7
    - Código ECU: PM7
    - Equipo de embrague: 20 dientes, disco: 210 mm (8,3 pulgadas)

### D16Z6 VTEC SOHC
VTEC
- Encontrado en
  - Honda Civic EX Coupe 1994–1995 (Mercado Americano)
  - Honda Civic Si 1992–1995
  - Honda Civic EX, EX-V 1992–1995
  - Honda Civic ESi 1992–1995 (Mercado Europeo)
  - Honda Del Sol Si 1993–1995 (EE. UU.)
  - Honda Del Sol ESi 1993–1996  (Europa)
    - Diámetro y carrera: 75 mm (2,95 pulgadas) × 90 mm (3,54 pulgadas)
    - Cilindrada: 1,590 cc (97 cu in)
    - Longitud de biela: 137 mm (5,4 pulgadas)
    - Rod Ratio: 1.52~
    - Compresión: 9.2:1
    - Potencia: 125 CV (92 kilovatios) a 6,600 rpm
    - Torque/ Par: 106 lb-ft (14.7 kgm, 144 Nm) a 5,200 rpm
    - Volumetric Efficiency: 87.68%
    - Línea roja: 7,200 rpm
    - Corte de inyección: 7,411 rpm
    - Accionamiento VTEC: 4,800 rpm
    - Control de combustible: OBD-1 PGM-FI
    - Código de culata: P08
    - Código ECU: P28

### D16Z7
- Encontrado en
  - Honda Civic EX Cupé 1996–2000 
    - Diámetro y carrera: 75 mm (2,95 pulgadas) × 90 mm (3,54 pulgadas)
    - Cilindrada: 1,590 cc (97 cu in)
    - Longitud de biela: 137 mm (5,4 pulgadas)
    - Rod Ratio: 1.52
    - Compresión: 9.6:1
    - Potencia: 127 HP (95 kilovatios) a 6,600 rpm
    - Torque/ Par: 107 lb-ft (145 Nm; 14.8 kgm) a 5,500 rpm
    - Línea roja: 7,200 rpm

### D16Z9
VTEC
- Encontrado en:
  - Civic Coupé (EJ1) 1994–1995  (Europa)
  - Civic Sedan (EH5) 1994–1995  (EE. UU.)
    - Diámetro y carrera: 75 mm (2,95 pulgadas) × 90 mm (3,54 pulgadas)
    - Cilindrada: 1,590 cc (97 cu in)
    - Compresión: 9.3:1
    - Potencia: 125 CV (92 kilovatios) a 6,600 rpm
    - Torque/ Par: 106 lb-ft (144 Nm; 14.7 kgm) a 5,200 rpm
    - Accionamiento VTEC: 4,800 rpm
    - Línea roja: 7,200 rpm
    - Corte de inyección: 7,500 rpm
    - Tren de válvulas: SOHC VTEC (4 válvulas por cilindro)
    - Control de combustible: OBD-1 MPFI
    - Código ECU: P28

## Motores Serie ZC

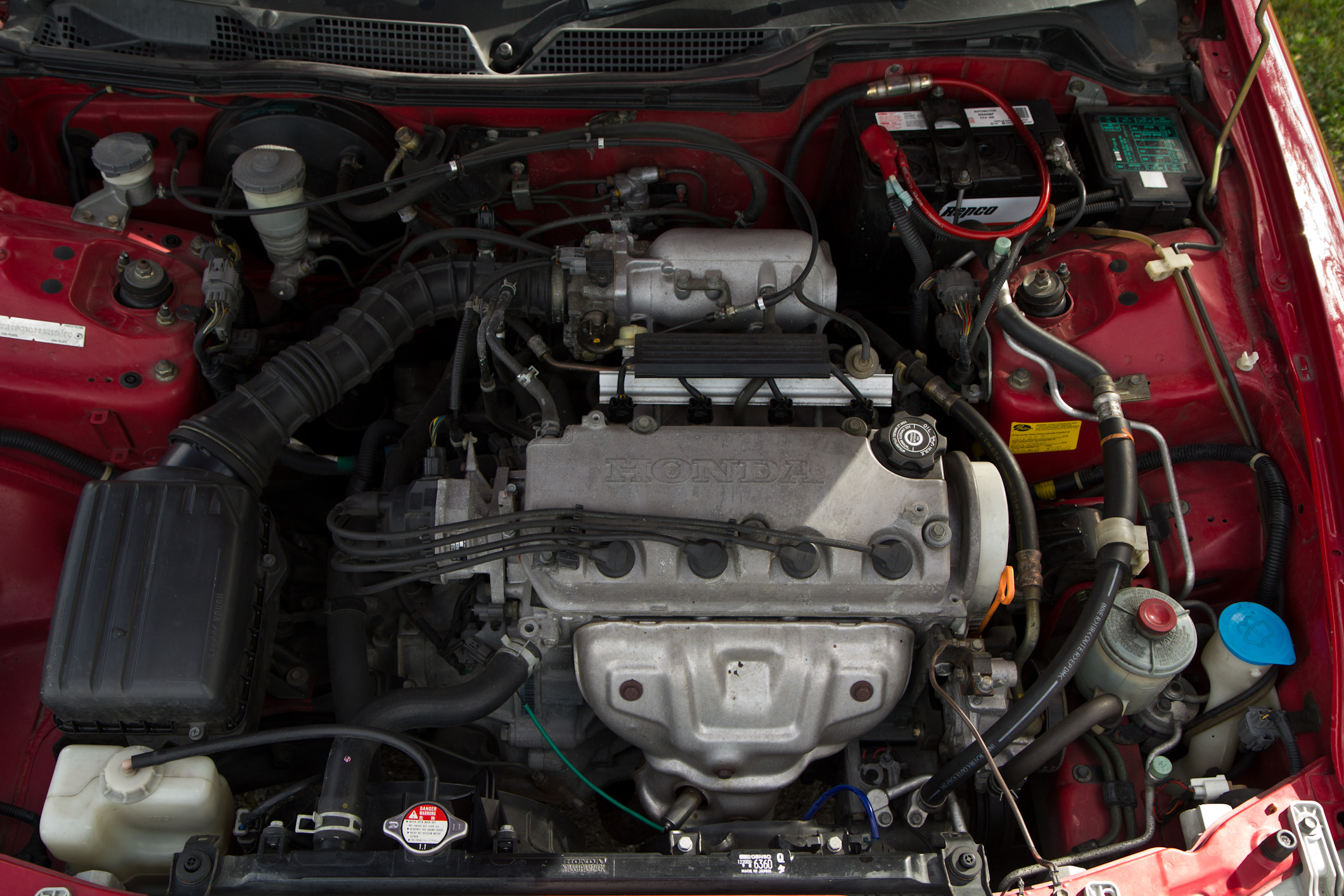
Un motor ZC 1.6 SOHC sin-VTEC en un Integra '96 (DC1)

Algunas variantes de los motores de serie D se denominan (en japonés: Honda ZC engine)  (generalmente JDM), pero no son realmente una serie diferente. Son similares a los modelos D16Y4, D16A8, D16Z6, D16A1, D16A3, D16A6, D16A9 y D16Z5.
Existen ambos modelos de motores, tanto DOHC como SOHC. El modelo sin-VTEC SOHC ZC es similar al modelo D16A6 (91-96) y al D16Y4 (96-2000), pero levas más agresivas. El modelo ZC SOHC VTEC es similar al modelo D16Z6 (91-96). El DOHC ZC es similar a los motores D16A1, D16A3, D16A8, D16A9 y D16Z5.

### SOHC ZC VTEC
VTEC
- Encontrado en
  - Honda Civic Ferio EJ3 1991–1993 (Mercado Japonés)
  - Honda Civic EJ1 1992–1995 (Mercado Japonés)
  - Honda Domani MA4 1992–1995 (Mercado Japonés)
  - Honda Integra DC2 4 door 1999-2001 (mercado japonés)
    - Cilindrada: 1,590 cc (97 cu in)
    - Diámetro y carrera: 75 mm (2,95 pulgadas) × 90 mm (3,54 pulgadas)
    - Longitud de biela: 137 mm (5,39 pulgadas)
    - Rod/Stroke: 1.52
    - Compresión: 9.2:1
    - Potencia: 130 CV (96 kilovatios) a 6,600 rpm
    - Torque/ Par: 107 lb-ft (14.8 kgm, 145 Nm) a 5,200 rpm
    - Línea roja: 7,200 rpm
    - Corte de inyección: 7,300 rpm
    - Accionamiento VTEC: 5,500 rpm
    - Control de combustible: OBD-1 MPFI
    - Código ECU: P70 (Domani), P91 (Civic Coupé), P29

### DOHC ZC
Sin VTEC
- Encontrado en (Mercado Japonés exclusivamente)
  - Honda Ballade CRX AS 1984–1987
  - Honda Civic AT 1984–1987
  - Honda Integra AV/DA1 1985–1987
  - Honda CR-X EF7 1986–1991
  - Honda Civic EH1 1992–1995
    - Cilindrada: 1,590 cc
    - Diámetro y carrera: 75 mm (2,95 pulgadas) X 90 mm (3,54 pulgadas)
    - Compresión: 9.3:1 (1984–1987), 9.5:1 (1988–1989)
    - Potencia: 
100 CV (74 kilovatios) a 6,800 rpm (Mono-carburador)
115 CV (85 kilovatios) a 6,250 rpm (1984-1987)
120 CV (88 kilovatios) a 6,500 rpm (1988-1989)
130 CV (96 kilovatios) a 6,800 rpm (1988-1991)
    - Torque/ Par: 
93 lb-ft (12.8 kgm, 126 Nm) a 5,500 rpm (Mono-carburador)
99 lb-ft (13.7 kgm, 134 Nm) a 5,500 rpm (1984-1987)
101 lb-ft (14 kgm, 137 Nm) a 5,500 rpm (1988-1989)
106 lb-ft (14.7 kgm, 144 Nm) a 5,700 rpm (1988-1991)
    - Tren de válvulas: DOHC
    - Código de pistón 1986-'87: PG6
    - Código de pistón 1988-'89: PM7
    - Control de combustible: OBD-0 MPFI

### Historia
La primera generación del CR-X 1.6 Europeo (85-87) están equipados con un motor denominado "ZC1" 125 PS (92 kW), que es un modelo con mejores especificaciones que la versión D16A1. Estos luego fueron reemplazados por el D16A8 o B16A, dependiendo de las especificaciones.

#### ZC de primera generación
Identificado por: bobina externa, distribuidor pequeño, Mariposa doble de acelerador, tornillos de la tapa de balancines en la parte superior, de color marrón/oro. Poleas de leva mayores. Pistones PG6B que incrementan en 3 cc cada cilindro, cámara de combustión plana. Como ZC apareció en el Integra AV Si y en el Civic E-AT o CR-X Si. Producido con bastante frecuencia en la época, más de veinte años después son cada vez más difíciles de encontrar. La versión de la serie D se llama D16A1, 1986-1987.

#### ZC de segunda generación (el más raro)
Identificado por: bobina interna, gran distribuidor, acelerador con cuerpo de mariposa individual montada en ángulo ligeramente hacia adelante, tornillos en la parte superior de la culata, cubierta de la tapa de balancines en negro, poleas de leva grandes. Pistones PM7 que aumentan 7 cc cada cilindro, cámara de combustión de la culata con 43 cc. Como ZC apareció en el Integra Si JDM pero no apareció en Civic o el CR-X. El ZC más raro solo se produjo durante menos de un año. La versión serie-D era el D16A1 (88-89) (A veces con pistones P29 + 7 cc )

#### ZC de tercera generación
Identificado por : bobina interna, gran distribuidor, acelerador con cuerpo de mariposa individual. Tapa de balancines en negro. Tornillos de la tapa de balancines en los laterales. Poleas de leva más pequeñas. Colector de admisión con estampado "PM7". Pistones PM7 + 7 cc, cámara de combustión de la culata con 43 cc. Como ZC apareció en el Civic EF3 y el CR-X EF7 y también en el Honda Quint Integra GSi (DA1). Este es el ZC más producido, fabricado en Japón desde finales de 1987 hasta principios de 1991, denominado como serie-D D16A8 / D16A9 (Civic Si Europeo) (a veces con pistones P29 + 7 cc).

#### ZC de cuarta generación
Identificado por : Bobina interna. Sistema EFI OBD1 (conector gris). Sin sensor de ángulo de leva en la leva de escape, ahora situado en distribuidor. Tapón de goma donde se monta el sensor del ángulo. Tapa de balancines en negro. Ninguna placa PGM-EFI en el colector de admisión, sustituido con tres costillas en su lugar. P29 estampado en el colector de admisión. Sensor MAP sobre la mariposa del acelerador. Pistones PM7 + 7 cc, cámara de combustión plana. Como ZC solo apareció en el Civic EG5, pero no en el Integra o CRX. Se produjo de 1992 a 1994. La versión de la serie-D se renombró como D16A8/D16A9 (Civic Si Europa y Australia) (a veces con pistones P29 + 7 cc).

## Motores de serie D17 (1.7 litros)

### D17A
- Encontrado en:
  - Honda Civic 2001–2005 (Japón, Canadá)
    - Cilindrada: 1,668 cc (102 cu in)
    - Diámetro y carrera: 75 mm (2,95 pulgadas) × 94,4 mm (3,72 pulgadas)
    - Tren de válvulas: SOHC VTEC (4 válvulas por cilindro)
    - Potencia: (lean burn) 117 CV (86 kilovatios) a 6700 rpm; 132 CV (97 kilovatios) a 6700 rpm
    - Torque/ Par: ? lb·ft (? kg/m, ? Nm) a 6700 rpm

### D17A1
- Encontrado en:
  - Honda Civic DX/LX/VP 2001–2005
    - Cilindrada: 1,668 cc (102 cu in)
    - Diámetro y carrera: 75 mm (2,95 pulgadas) × 94,4 mm (3,72 pulgadas)
    - Compresión: 9.5:1
    - Potencia: 117 CV (86 kilovatios) a 6,100 rpm
    - Torque/ Par: 110 lb-ft (15.2 kgm, 149 Nm) a 4,500 rpm
    - RPM Línea roja: 6,750 rpm
    - Corte de inyección: 7,200 rpm
    - Tren de válvulas: SOHC, cuatro válvulas por cilindro
    - Control de combustible: OBD-2 MPFI

### D17A2
- VTEC
- Encontrado en:
  - Honda Civic EX 2001–2005 (Solo EE. UU.)
    - Diámetro y carrera: 75 mm (2,95 pulgadas) × 94,4 mm (3,72 pulgadas)
    - Longitud de viela: 140 mm (5,51 pulgadas)
    - Biela/Carrera: 1.48
    - Compresión: 9.9:1
    - Potencia 
Norte América: 129 CV (95 kilovatios) at 6,300 rpm
Japón: 125 CV (92 kilovatios) at 6,300 rpm[20]
    - Torque/ Par
Norte América: 114 lb-ft (15.8 kgm, 154 Nm) at 4,800 rpm[21]
Japón: 154 Nm (114 lb-ft; 15.7 kgm) at 4,800 rpm[20]
    - RPM Línea roja: 6,800 rpm
    - Corte de inyección: 7,200 rpm
    - Tren de válvulas: SOHC VTEC-E, cuatro válvulas por cilindro
    - Accionamiento VTEC: 3,200 rpm
    - Control de combustible: OBD-2 MPFI

### D17A5
- VTEC-E
- Encontrado en:
  - Honda Civic 170i VTEC 2001–2005 (Sudáfrica)
    - Cilindrada: 1,668 cc (102 cu in)
    - Diámetro y carrera: 75 mm (2,95 pulgadas) × 94,4 mm (3,72 pulgadas)
    - Compresión: 9.9:1
    - Potencia: 132 CV (97 kilovatios) at 6,300 rpm
    - Torque/ Par: 155 Nm (114 lb-ft; 15.8 kgm) at 4,800 rpm
    - Tren de válvulas: SOHC VTEC-E Lean Burn (4 válvulas por cilindro)
    - Accionamiento VTEC: 3,200 rpm
    - Control de combustible: OBD-2 MPFI

### D17A6
- VTEC-E
- Encontrado en:
  - Honda Civic HX 2001–2005
    - Cilindrada: 1,668 cc (102 cu in)
    - Diámetro y carrera: 75 mm (2,95 pulgadas) × 94,4 mm (3,72 pulgadas)
    - Compresión: 9.9:1
    - Potencia: 119 CV (88 kilovatios) at 6,100 rpm[22]
    - Torque/ Par: 111 lb-ft (150 Nm; 15.3 kgm) at 4,500 rpm[22]
    - Tren de válvulas: SOHC VTEC-E Lean Burn (4 válvulas por cilindro)
    - Accionamiento VTEC: 2,300 rpm
    - Control de combustible: OBD-2 MPFI

### D17A7
- Encontrado en:
  - Honda Civic GX 2001–2005
    - Combustible: Gas Natural
    - Cilindrada: 1,668 cc (102 cu in)
    - Diámetro y carrera: 75 mm (2,95 pulgadas) × 94,4 mm (3,72 pulgadas)
    - Compresión: 12.5:1
    - Potencia: 102 CV (75 kilovatios) at 6,100 rpm
    - Torque/ Par: 98 lb-ft (13.5 kgm, 133 Nm) a 4,000 rpm
    - Tren de válvulas: SOHC, cuatro válvulas por cilindro
    - Control de combustible: OBD-2 MPFI

### D17A8
- Encontrado en:
  - Honda Civic Cupé LS 2001-2005 (Europa)
    - Cilindrada: 1,668 cc (102 cu in)
    - Diámetro y carrera: 75 mm (2,95 pulgadas) × 94,4 mm (3,72 pulgadas)
    - Compresión: 9.9:1[23]
    - Potencia: 117 CV (86 kilovatios) a 6,100 rpm[24]
    - Torque/ Par: 110 lb-ft (15.2 kgm, 149 Nm) a 4,500 rpm[24]
    - RPM Línea roja: 6,750 rpm
    - Corte de inyección: 7,200 rpm
    - Tren de válvulas: SOHC, cuatro válvulas por cilindro
    - Control de combustible: OBD-2 MPFI

### D17A9
- VTEC-E
- Encontrado en:
  - Honda Civic Cupé ES 2001–2005 (Europa)
    - Cilindrada: 1,668 cc (102 cu in)
    - Diámetro y carrera: 75 mm (2,95 pulgadas) × 94,4 mm (3,72 pulgadas)
    - Longitud de biela: 140 mm (5,5 pulgadas)
    - Biela/Carrera: 1.48
    - Compresión: 9.9:1[23]
    - Potencia: 125 CV (92 kilovatios) at 6,300 rpm[24]
    - Torque/ Par: 145 Nm (107 lb-ft; 14.8 kgm) at 4,800 rpm[24]
    - RPM Línea roja: 6,800 rpm
    - Corte de inyección: 7,200 rpm
    - Tren de válvulas: SOHC VTEC-E, cuatro válvulas por cilindro
    - Accionamiento VTEC: 2,500 - 3,200 rpm
    - Control de combustible: OBD-2 MPFI